# North Charleston
North Charleston – miasto położone na terytorium hrabst Berkeley, Charleston, Dorchester, w stanie Karolina Południowa, USA, nad rzekami Cooper River i Ashley River. North Charleston wchodzi w skład obszaru metropolitalnego Charleston–North Charleston–Summerville.
Według spisu z 2010 r. 97 471 mieszkańców. Jest trzecim pod względem liczby ludności miastem w stanie.

## Historia
Pierwsze wzmianki o osadnictwie sięgają XVII wieku i dotyczą przede wszystkim zakładanych na tych terenach plantacji.
Na początku XX wieku w rejonie pojawił się pierwszy przemysł. W 1901 roku założono Stocznię Marynarki Wojennej w Charleston.
12 czerwca 1972 roku Sąd Najwyższy Stanu Karolina Południowa podtrzymał wyniki referendum i North Charleston stała się miastem (dziewiątym pod względem ilości ludności w stanie).

## Przemysł
W mieście znajduje się między innymi Stocznia Marynarki Wojennej w Charleston, jedna z linii montażowych firmy Boeing, fabryka Daimler AG oraz call center operatora telefonii komórkowej Verizon.